# Luciana Corsato Owsianka
Luciana Corsato Owsianka (née le 21 janvier 1966) est une joueuse de tennis brésilienne, professionnelle au début des années 1990.
En 1988, issue des qualifications, elle a joué le 2e tour à Roland Garros (battue par Nathalie Tauziat), sa meilleure performance en simple dans une épreuve du Grand Chelem.
Pendant sa carrière, elle a gagné un tournoi WTA en simple.

## Palmarès

### Titre en simple dames
| No | Date       | Nom et lieu du tournoi | Catégorie | Dotation | Surface    | Finaliste      | Score    |  |
| -- | ---------- | ---------------------- | --------- | -------- | ---------- | -------------- | -------- |  |
| 1  | 14/07/1986 | OTB Open, Schenectady  |           | 15 000 $ | Dur (ext.) | Jennifer Fuchs | 6-0, 6-4 |  |

### Finale en simple dames
Aucune

### Titre en double dames
Aucun

### Finale en double dames
| No | Date       | Nom et lieu du tournoi     | Catégorie | Dotation | Surface    | Vainqueures                    | Partenaire          | Score    |          |
| -- | ---------- | -------------------------- | --------- | -------- | ---------- | ------------------------------ | ------------------- | -------- | -------- |
| 1  | 11/12/1989 | The Rainha Classic Guarujá | Tier V    | 75 000 $ | Dur (ext.) | Mercedes Paz Patricia Tarabini | Claudia Chabalgoity | 6-2, 6-2 | Parcours |

## Parcours en Grand Chelem

### En simple dames
| Année | Open d'Australie | Open d'Australie | Internationaux de France | Internationaux de France | Wimbledon | Wimbledon | US Open | US Open |
| ----- | ---------------- | ---------------- | ------------------------ | ------------------------ | --------- | --------- | ------- | ------- |
| 1988  | -                | -                | 2e tour (1/32)           | Nathalie Tauziat         | -         | -         | -       | -       |
| 1990  | -                | -                | 1er tour (1/64)          | Larisa Neiland           | -         | -         | -       | -       |

À droite du résultat, l’ultime adversaire.

### En double dames
| Année | Open d'Australie (janvier) | Open d'Australie (janvier) | Internationaux de France     | Internationaux de France  | Wimbledon | Wimbledon | US Open                      | US Open                    | Open d'Australie (décembre) | Open d'Australie (décembre) |
| ----- | -------------------------- | -------------------------- | ---------------------------- | ------------------------- | --------- | --------- | ---------------------------- | -------------------------- | --------------------------- | --------------------------- |
| 1985  | n/a                        | n/a                        | 2e tour (1/16) S. Campos     | Navrátilová Pam Shriver   | -         | -         | -                            | -                          | -                           | -                           |
| 1988  | -                          | -                          | 1er tour (1/32) Gisele Faria | Lori McNeil B. Nagelsen   | -         | -         | 1er tour (1/32) Isabel Cueto | S. Cecchini Sabrina Goleš  | n/a                         | n/a                         |
| 1990  | -                          | -                          | 1er tour (1/32) Heidi Sprung | Katrina Adams Lori McNeil | -         | -         | 1er tour (1/32) Chabalgoity  | Hetherington Kathy Rinaldi | n/a                         | n/a                         |

Sous le résultat, la partenaire ; à droite, l’ultime équipe adverse.

### En double mixte
| Année | Open d'Australie (janvier), | Open d'Australie (janvier), | Internationaux de France | Internationaux de France | Wimbledon                 | Wimbledon                | US Open | US Open | Open d'Australie (décembre), | Open d'Australie (décembre), |
| ----- | --------------------------- | --------------------------- | ------------------------ | ------------------------ | ------------------------- | ------------------------ | ------- | ------- | ---------------------------- | ---------------------------- |
| 1985  | n/a                         | n/a                         | -                        | -                        | 1er tour (1/32) Ivan Kley | C. Benjamin Hank Pfister | -       | -       | n/a                          | n/a                          |
| 1990  | -                           | -                           | 1er tour (1/32) F. Roese | Beth Herr Tim Pawsat     | -                         | -                        | -       | -       | n/a                          | n/a                          |

Sous le résultat, le partenaire ; à droite, l’ultime équipe adverse.

## Parcours en Coupe de la Fédération
| #                                                              | Date       | Lieu       | Surface                        | Gagnante(s)                                  | Perdante(s)                                  | Score         |          |
|                                                                |            |            |                                |                                              |                                              |               |          |
| 1990 - 1er tour (groupe mondial) - Brésil - URSS - 0 : 3       |            |            |                                |                                              |                                              |               |          |
| 1                                                              | 23/07/1990 | Atlanta    | Dur (ext.)                     | Larisa Neiland Natasha Zvereva               | Claudia Chabalgoity Luciana Corsato Owsianka | 6-2, 6-1      | Parcours |
|                                                                |            |            |                                |                                              |                                              |               |          |
| 1991 - 1er tour (groupe mondial) - Brésil - Chine - 0 : 3      |            |            |                                |                                              |                                              |               |          |
| 2                                                              | 22/07/1991 | Nottingham |                                | Li Fang                                      | Luciana Corsato Owsianka                     | 6-0, 6-2      | Parcours |
| 2                                                              | 22/07/1991 | Nottingham | Yang Li-Hua Yi Jingqian        | Luciana Corsato Owsianka Sabrina Giusto      | 6-2, 6-3                                     |               | Parcours |
|                                                                |            |            |                                |                                              |                                              |               |          |
| 1991 - Barrage (groupe mondial I) - Argentine - Brésil - 2 : 1 |            |            |                                |                                              |                                              |               |          |
| 3                                                              | 24/07/1991 | Nottingham |                                | Luciana Corsato Owsianka                     | Patricia Tarabini                            | 6-1, 1-6, 8-6 | Parcours |
| 3                                                              | 24/07/1991 | Nottingham | Mercedes Paz Patricia Tarabini | Claudia Chabalgoity Luciana Corsato Owsianka | 6-1, 6-4                                     |               | Parcours |
|                                                                |            |            |                                |                                              |                                              |               |          |
| 1991 - Barrage (groupe mondial I) - Brésil - Paraguay - 1 : 2  |            |            |                                |                                              |                                              |               |          |
| 4                                                              | 25/07/1991 | Nottingham |                                | Rossana de los Ríos                          | Luciana Corsato Owsianka                     | 6-1, 6-4      | Parcours |

## Classements WTA en fin de saison

### En simple
| Année | 1983 | 1984 | 1985 | 1986 | 1987 | 1988 | 1989 | 1990 | 1991 | 1992 | 1993 | 1994 |
| Rang  | 282  | 201  | 229  | 212  | 196  | 180  | 187  | 142  | 186  | 337  | 449  | 685  |

Source : (en) « Classements de Luciana Corsato Owsianka », sur le site officiel du WTA Tour

### En double
| Année | 1986 | 1987 | 1988 | 1989 | 1990 | 1991 | 1992 | 1993 |
| Rang  | 214  | 180  | 164  | 122  | 131  | 173  | 479  | 697  |

Source : (en) « Classements de Luciana Corsato Owsianka », sur le site officiel du WTA Tour